# Bolivarianismo

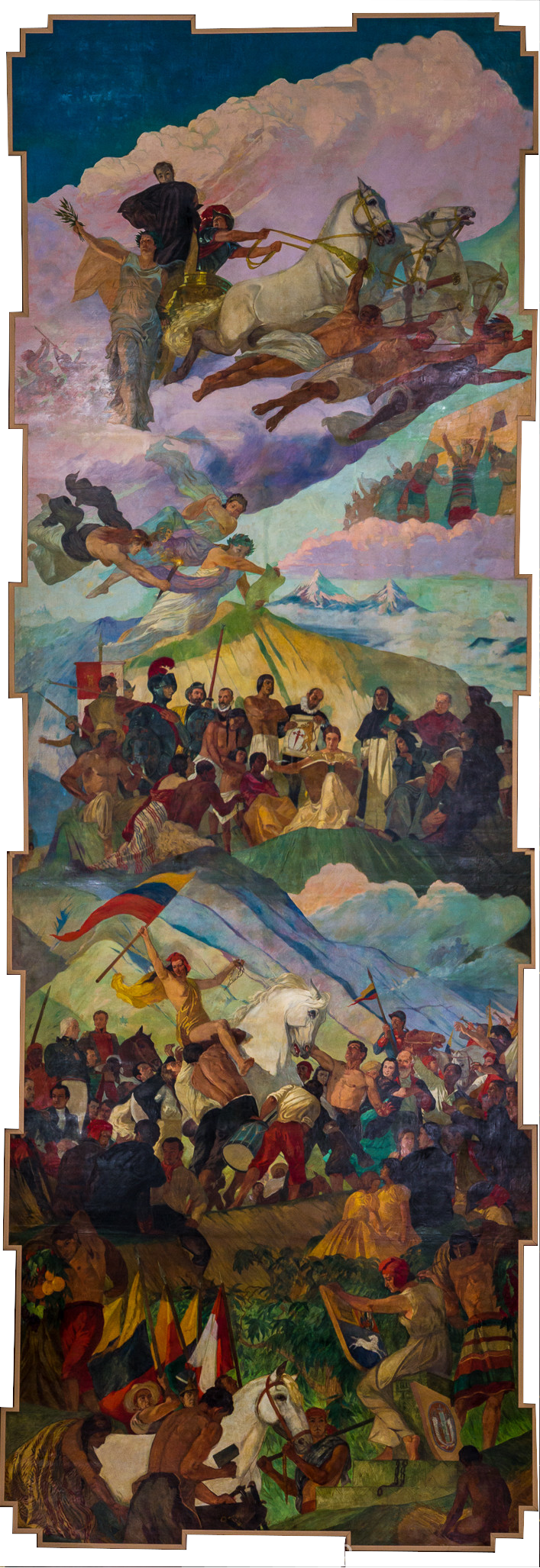
La apoteosis del Libertador, obra de Tito Salas que muestra la historia de América y de Simón Bolívar.

El bolivarianismo es una corriente de pensamiento político encarnado en diversos movimientos nacional-patrióticos hispanoamericanos y españoles. El bolivarianismo toma su nombre de Simón Bolívar, militar venezolano que lideró las campañas que dieron la independencia a diversas naciones americanas. El bolivarianismo, como ideología, ha sido desarrollado y promovido por personas y organizaciones iberoamericanas muy diversas entre sí cuyo único punto en común es alguna forma de patriotismo hispanoamericano y antiimperialismo estadounidense. Los escritos de Simón Bolívar suelen tomarse como base intelectual de este patriotismo, como por ejemplo la Carta de Jamaica, el Discurso de Angostura o el Manifiesto de Cartagena. El bolivarianismo ha inspirado a diversos movimientos como el Movimiento al Socialismo, el Movimiento 19 de abril, el Partido Socialista Unido de Venezuela además de ser inspiración para diversos gobiernos como el de Hugo Chávez, Evo Morales, Daniel Ortega, Raúl Castro, Gustavo Petro, entre otros. 
Algunos consideran que el bolivarianismo es algo posterior al propio Bolívar, un intento de juntar todas las opiniones, declaraciones y discursos del caudillo caraqueño en algo que pretende ser sólido, cuando no lograría ser un cuerpo de ideas concreto. El bolivarianismo sería pues, una construcción intelectual posterior, tomando observaciones arbitrarias sobre la vida y obra de Bolívar, en lugar de ser un cuerpo o sistema de pensamiento formulado y propuesto por Simón Bolívar, quien ajustaba su voluntad de poder acorde a los contextos particulares del momento, antes que guiarse por principios intelectuales universales, fijos y claros. Aquello haría que críticos a la figura de Bolívar, como Luis Corsi Otálora, declararan que Bolívar tenía la característica de ser una persona de contrastes y lleno de contradicciones entre lo reaccionario y lo revolucionario.

## Orígenes

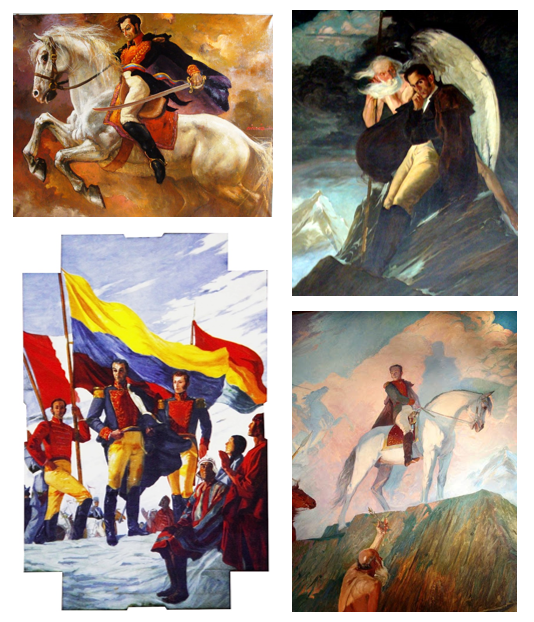
Collage de varias obras donde figura Simón Bolívar

El historiador alemán Michael Zeuske identifica a José Antonio Páez como uno de los primeros militares que usa y rinde culto a Bolívar de manera clara. Hasta comienzos de la década de 1840, parte del congreso venezolano se había negado a rendir culto a Bolívar. Páez y sus partidarios lograron finalmente en abril de 1842 que se aprobara por decreto la glorificación de Simón Bolívar. Páez también promovió la exhumación del cadáver de Bolívar desde Santa Marta y su entierro con gran pompa en Caracas. Páez quería también reemplazar el nombre de Caracas por el de Ciudad Bolívar, pero no consiguió apoyo para esa idea. La ciudad de Angostura sí se declararía Ciudad Bolívar en 1846.
El historiador Manuel Caballero también identifica el inicio del culto a Bolívar con el traslado de los restos de Bolívar de Santa Marta a Caracas, pero ve el paso definitivo a un culto permanente el 1883, cuando el presidente Guzmán Blanco ordena la celebración del centenario del nacimiento de Bolívar.
Bolívar llegó a la conclusión de que para alcanzar la independencia definitiva de la América española debía crearse una república grande y fuerte que pudiera desafiar las pretensiones de cualquier potencia imperial y garantizar su propia independencia. Este proyecto estaba inspirado en la idea mirandina de una unión continental que abarcara desde el territorio de la Nueva España hasta el sur de Chile, la idea de Colombia como un país que debía hacerse realidad. Además se debía trabajar por la integración de los pueblos recién independizados del Imperio español, de acuerdo con la frase de Bolívar: «una sola debe ser la patria de todos los americanos». Además, «si unimos todo en una misma masa de nación, al paso que extinguimos el fomento de los disturbios, consolidamos más nuestras fuerzas y facilitamos la mutua cooperación de los pueblos a sostener su causa natural. Divididos seremos más débiles, menos respetados por los enemigos y los neutrales. La unión bajo un solo gobierno supremo hará mayores nuestras fuerzas y nos hará formidables a todos». El bolivarianismo defiende la postura del antiimperialismo , opuesta a las potencias de Europa Occidental y a Estados Unidos. 

### La Sociedad Bolivariana de Venezuela
Por decreto presidencial del general Eleazar López Contreras, entonces presidente de Venezuela, el 23 de marzo de 1938 se crea la Sociedad Bolivariana de Venezuela. Desde entonces la institución se ha caracterizado por el estudio y difusión del pensamiento de Simón Bolívar y trabaja por la formación de una conciencia colectiva del ideal bolivariano.
Del 28 de julio al 7 de agosto de 1938, se reunió en Caracas el Congreso Bolivariano bajo la presidencia de Vicente Lecuna, dictó los estatutos de la recién creada sociedad e instauró su sede al lado de la casa natal del Libertador.
Ésta era la segunda creación, pues la primera correspondió al prócer Rafael Urdaneta, quien fundó el 28 de octubre de 1842 la Gran Sociedad Bolivariana de Caracas. El término bolivariano no se usaba todavía y fue aceptado por la Real Academia Española en 1927.
Desde el mismo momento de su creación, la Sociedad Bolivariana de Venezuela ha venido sesionando y trabajando en difundir el pensamiento bolivariano a través de obras importantes como la edición de los Escritos del Libertador, la más completa recopilación de la obra de Bolívar; la creación del Instituto de Estudios Bolivarianos y de la Fundación Rafael Urdaneta, al igual que la difusión de la obra bolivariana entre los jóvenes a través de las Sociedades Bolivarianas Estudiantiles que funcionan en diferentes planteles educacionales de Venezuela.

## Interpretaciones del bolivarianismo

### Desde el socialismo
A inicios del siglo XXI algunos líderes políticos y movimientos sociales de izquierda decían inspirar sus propios proyectos 

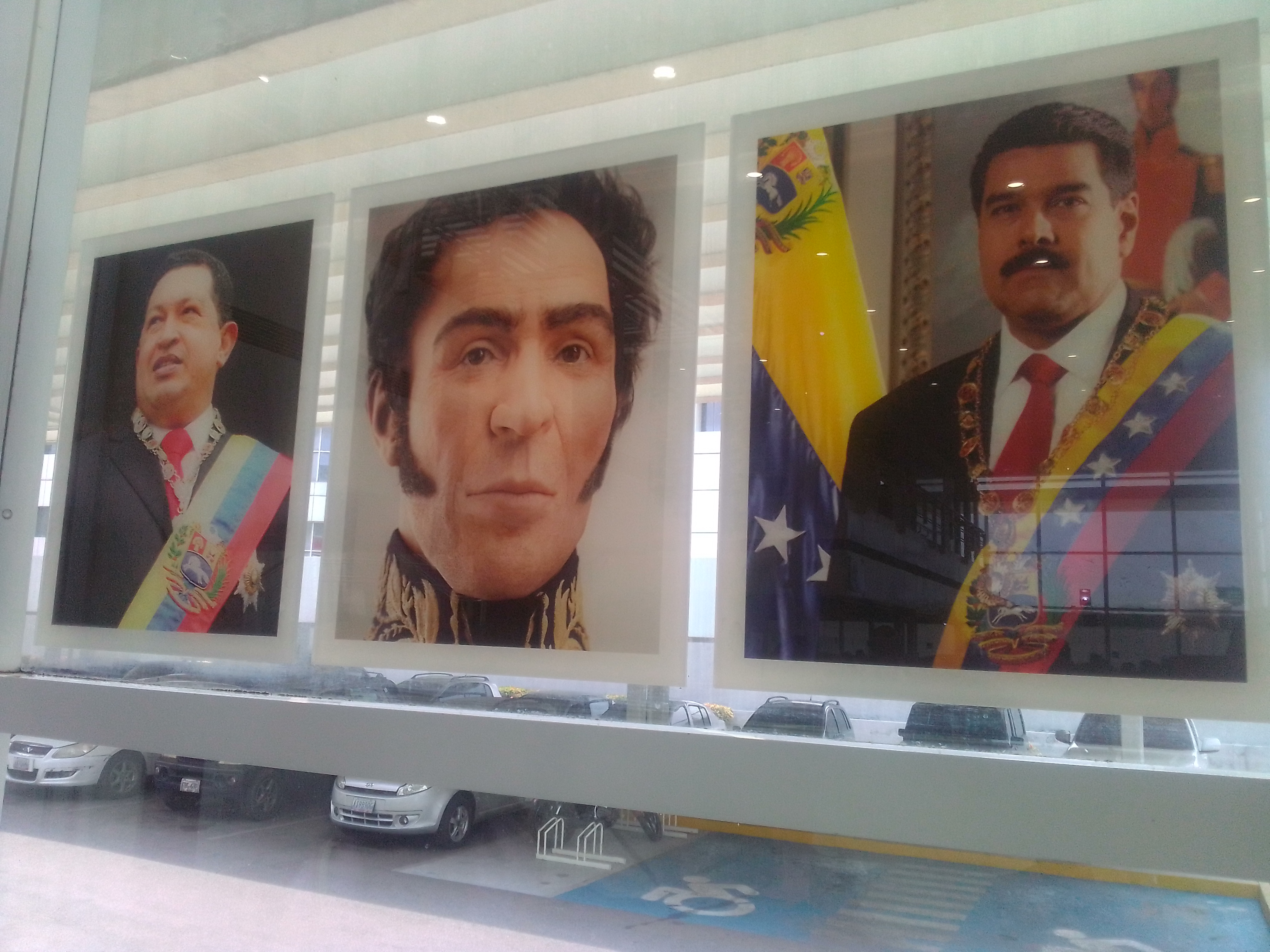
Retratos de Hugo Chávez, Simón Bolívar y Nicolás Maduro.

políticos en interpretaciones socialistas de los ideales de Bolívar, como por ejemplo el expresidente de Venezuela, Hugo Chávez, el expresidente de Ecuador, Rafael Correa, y el expresidente de Bolivia, Evo Morales, enmarcados en el denominado socialismo del siglo XXI. El chavismo como ideología es precisamente considerado como una rama del bolivarianismo mezclado con la definición del socialismo según las interpretaciones de Chávez.
Su origen es más bien un collage de los principios revolucionarios de Jean-Jacques Rousseau y Karl Marx, según la opinión y las interpretaciones de Hugo Chávez. Propone también la integración energética, económica y política de los países de Latinoamérica.
Fuera de Venezuela existieron presidentes que se declararon bolivarianos, entre ellos los presidentes de Bolivia Evo Morales, de Cuba Raúl Castro, de Ecuador Rafael Correa y de Nicaragua Daniel Ortega. Las organizaciones políticas identificadas como bolivarianas se agrupan en el Congreso Bolivariano de los Pueblos, iniciativa impulsada por Venezuela para agrupar a los partidarios de la revolución bolivariana a nivel continental.
En Colombia, los ideales del bolivarianismo fueron reinterpretados hacia el socialismo por sectores del Polo Democrático Alternativo y algunos miembros de la izquierda del Partido Liberal Colombiano como Piedad Córdoba. Grupos guerrilleros como el Movimiento 19 de abril (M-19), las Fuerzas Armadas Revolucionarias de Colombia - Ejército del Pueblo (FARC-EP) y el Ejército de Liberación Nacional (ELN) se declaran bolivarianos.

### Desde el falangismo

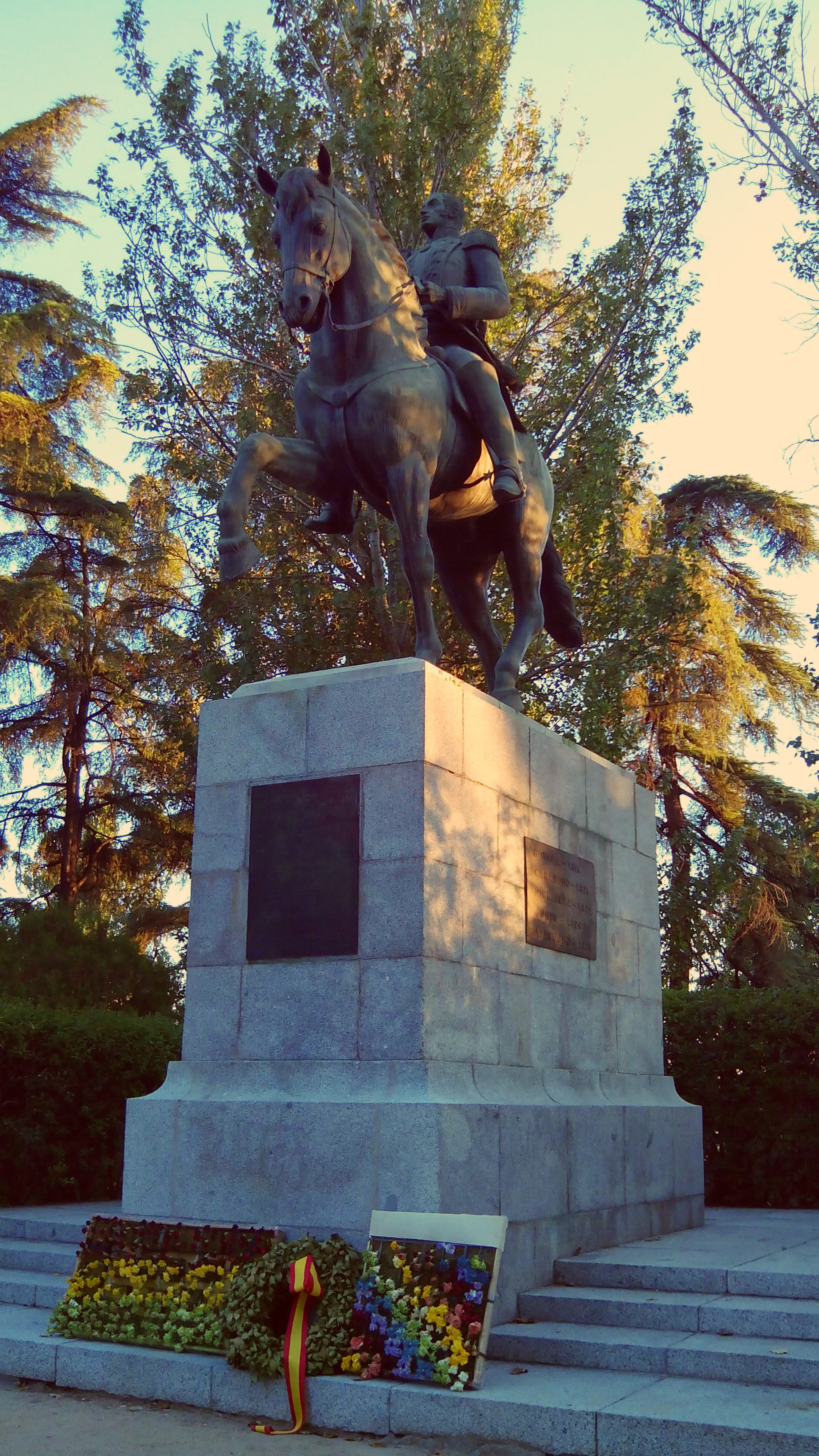
Estatua de Simón Bolívar en Madrid, España, inaugurado durante la dictadura de Francisco Franco,

Ernesto Giménez Caballero, teórico y escritor falangista, consideraba a Simón Bolívar como un personaje relevante y vital para España. Para Giménez Caballero, Simón Bolívar era «uno de los grandes héroes de la emancipación americana, síntesis genial de esta raza nuestra, creadora de pueblos para la libertad». Giménez Caballero definió al gobierno de Francisco Franco como un gobierno bolivariano donde se dio la aplicación de los ideales de Bolívar en España escribiendo que el «auténtico pensamiento bolivariano, realizado en la historia ni siquiera por el propio Bolívar, sino por Francisco Franco, gran lector y meditador sobre esta auroral y precursora figura hispanoamericana».

### Desde el conservadurismo
Laureano Vallenilla Lanz autor venezolano de corte positivista y pensador derechista, llegó a creer que en América solo un gobernante fuerte y caudillesco podría garantizar el orden y justicia en el espíritu del pueblo hispano. Cualquier otro intento de gobierno (como una democracia liberal) sería fácil de sabotear por abogados astutos y sus intereses mezquinos. Ante ello, el libertador habría descubierto una "ley boliviana" que puso en práctica tras el fracaso de la Convención de Ocaña.

### Desde la socialdemocracia
Indalecio Liévano Aguirre, historiador revisionista colombiano (representante de la izquierda populista), expuso que Bolívar fue un precursor del asistencialismo estatal que se encuentra en las socialdemocracias modernas, mientras considera a sus opositores como representantes de una incipiente oligarquía capitalista que se oponía a sus decretos dictatoriales por tener un contenido social-reformista, criticando a la historiografía dominante por enfocarse en los aspectos conservadores y menospreciar este aspecto con influencias liberales. Gabriel García Márquez en su novela histórica sobre los últimos días de Bolívar, El general en su laberinto, expresa esta interpretación de su régimen.

### Desde el liberalismo
Desde los primeros días de la historiografía latinoamericana, siempre se ha querido reivindicar el liberalismo de Bolívar, sobre todo en su etapa juvenil y previa a su ascenso como dictador. Sin embargo, debido al ascenso de bolivarianos socialistas, como Hugo Chávez, y reacciones socialdemócratas o nacionalistas conservadoras, se ha querido entonces opacar esta interpretación del pensamiento bolivariano.
Ante ello, autores contemporáneos de la escuela liberal, como Ramón Rivas Aguilar, mencionan que en el ideario de Bolívar, jamás se consideró un intento de socialización de los medios de producción por medio de alguna Reforma agraria para repartir propiedades a las clases más desposeídas del pueblo, por lo que sería descabellado entender que los aspectos revolucionarios de su doctrina política hayan sido un antecedente al Socialismo utópico. Por ello, verían al chavismo (concibiendo a un Bolívar reformista y agrarista) como una contradicción con el espíritu liberal del Bolívar histórico, influenciado en gran medida por su admiración hacia el pueblo inglés y su constitucionalismo, así como provenir Bolívar de las clases altas Mantuanas y su defensa de los intereses del empresariado.
Entonces, el verdadero bolivarianismo habría optado por medidas liberales donde la defensa de la propiedad privada era parte integral del fundamento político y económico de toda nación soberana. Siendo vislumbrado tal liberalismo en la esencia del marco doctrinal e institucional de la Carta de Jamaica (sobre todo en su invitación a la Inglaterra liberal para para que sea promotor del libre comercio en Hispanoamérica y sea el camino para la prosperidad de las naciones), el Congreso de Angostura y la Constitución de Bolivia de 1825. También se vería aquel liberalismo incluso en la etapa dictatorial de Bolívar, como en el decreto de Quito de 1829 en lo referente a las minas, en el que el estado alentaba a los individuos la adquisición de las minas al concederlas como propiedad privada con el amparo de la ley, con el fin de darles mayor rendimiento. Esto significó que el pensamiento bolivariano alentaba el espíritu emprendedor de los burgueses, en vez de solo ser un régimen conservador y regresionista.
Además, este grupo reivindica la notoria influencia de autores liberales de la Ilustración en el pensamiento de Bolívar (por su propio testimonio), como Montesquieu, Barthélemy Mercier de Saint-Léger, René-Aubert Vertot, Charles Rollin, Jean-Baptiste Louis Crévier, entre otros. Además, por medio de Francisco de Miranda, pudo haber tenido también contactos con James Mill, John Jay, Aaron Burr, Alexander Hamilton, Jacques Pierre Brissot, entre otras figuras liberales que simpatizaban con la causa de su revolución burguesa.

También, en una carta de Bolívar a Santander, de 1825, en respuesta a ataques que lo acusaban de no tener formación intelectual, Bolívar declara la influencia que tiene de múltiples autores liberales de la filosofía moderna, con estas palabras:
“Ciertamente que no aprendí ni la filosofía de Aristóteles, ni los códigos del crimen y del error; pero puede que Mr. De Mollien no haya estudiado tanto como yo a Locke, Condillac, Buffon, Dalambert, Helvetius, Montesquieu, Mably, Filangieri, Lalande, Rousseau, Voltaire, Rollin, Berthot (…) y todos los clásicos modernos de España, Francia, Italia y gran parte de los ingleses…”.
Incluso, el secretario personal de Bolívar, el coronel Santana, hizo un listado de obras que Bolívar quería llevar para su viaje al Alto Perú, vía Cuzco, siendo el listado completo: “El Espíritu de la Enciclopedia; las obras de Helvetius [Helvecio]; todas las obras del abate de Pradt; las obras de Madame de Stäel; Memorial del Conde Las Cases; Memorias de Montholon; Campaña de Italia; Obras de Napoleón; Obras de Bertrand; Manual diplomático; un Atlas: Montesquieu y su comentario de Tracy; Filangieri y su comentario; Bentham”. Donde se vuelve a recalcar la influencia de filósofos liberales en el pensamiento bolivariano, además del hecho de que ese interés en re-leer a los filósofos que influenciaron su ideología sería por causa de que en ese año de 1825, estaba “recogiendo materiales” para redactar una constitución “muy fuerte y muy liberal” (como se lo declara en carta a Santander) para la proclamación de la República de Bolívar.
También se sabe que Bolívar tenía correspondencia con liberales contemporáneos, como el utilitarista Jeremy Bentham y el arzobispo Dominique Georges Dufour de Pradt (condenado por la iglesia católica por su liberalismo), con los que compartió ideas, incluso tras su giro dictatorial de 1825.
Ante ello, Bolívar optó por un poder constitucional fuerte por el que, si bien adoptó un estilo autoritario (aun cuando su política estuviera destinada a instaurar los principios del liberalismo), aquello fue porque Bolívar estaba dispuesto a acabar con los privilegios feudales y dejar el terreno libre para que pueda desarrollarse el capitalismo, buscando instaurar los principios demo-liberales en el largo plazo. Pablo Macera lo explicaría en base a como, en la coyuntura peruana, su dictadura republicana de Bolívar era la propuesta liberal-radical, frente al proyecto monárquico de San Martín, que era un liberalismo-moderado (incluso conservador en ese contexto), por estar cooptada de una concepción filo-tradicionalista y señorial de la vida para apaciguar a la aristocracia peruana y sectores populares realistas (como los Iquichanos y otras comunidades indígenas) a los cuales San Martín no estaba dispuesto a subyugar políticamente en el corto plazo, pero si Bolívar, incluso si eso le ganaba la antipatía de las masas peruanas, quienes tenían una tendencia socio-política más a fin a lo Reaccionario, siendo causa de cierto Antiperuanismo.

Bolívar lo comprendió mejor que San Martín. El denunciado ‘antiperuanismo’ de Bolívar solo expresaba su implacable convicción que la independencia política debía ser completada por un cambio social revolucionario que sustituyera las estructuras feudales por un modelo liberal, burgués, capitalista. Pensaba, además, que el desarrollo capitalista sudamericano resultaba imposible si la desaparición del imperio español desmembrase a sus provincias y ocasionaba una nueva dependencia en favor de Europa o EE.UU. Por esta doble razón combatió a la nobleza criolla y debilitó a las comunidades campesinas, solidaridades ambas de tipo pre-capitalista. Y se opuso a los nacionalismos provinciales para crear en su reemplazo un gran Estado sudamericano. En su esquema geopolítico solo cabían 5 unidades dentro del Nuevo Mundo. EE.UU., Méjico, La Gran Colombia (Colombia, Venezuela, Ecuador, Perú y Bolivia), Brasil y la Argentina.
Pablo Macera

## Críticas al concepto de bolivarianismo
El mismo Bolívar, en carta a Santander, fechada el 21 de febrero de 1826, le escribe:
"[...] Mi ejemplo puede servir de algo a mi patria misma pues la moderación del primer jefe cundirá entre los últimos y mi vida será su regla. El pueblo me adorará y yo seré el arca de su alianza [...].
Diversos autores consideran el bolivarianismo como parte de un culto a la personalidad motivado por fines políticos que poco tenían que ver con las ideas de Bolívar. Caballero considera que el bolivarianismo ha podido desarrollarse ante todo por un profundo desconocimiento de la historia. En su obra ¿Por qué no soy un bolivariano?, Caballero analiza los

[...] elementos del culto bolivariano que entroncan con mayor facilidad en la "religión política" fascista...bajo la dominación de un hombre que se pretende el Profeta del Dios único de la religión oficial del país que alguna vez se llamó República de Venezuela y hoy "República Bolivariana".

Caballero hace referencia a cómo ya el movimiento fascista italiano había usado la figura de Bolívar. Así, el ministro Giuseppe Bottai escribe que "la Italia fascista vislumbra en Simón Bolívar un temperamento en extremo cercano a nuestra sensibilidad política. Bolívar no sólo es un Libertador, sino también y sobre todo un hombre de armas, un condottiero. El fascismo honra en él a quien ha sabido mantener apartado del Nuevo Mundo el pernicioso influjo jacobino y materialista". 
Para Caballero y otros historiadores, Bolívar es un personaje complejo que fue evolucionando desde el Congreso de Angostura, donde aún se ve una mezcla de liberalismo con conservadurismo hasta el momento en que crea la Constitución Boliviana y finalmente el momento en que Bolívar se declara Libertador-Presidente en 1828. Al final de su vida, Bolívar se habría convertido en un profundo conservador.
Natalio Botana, ante esta forma de pensar tantas veces contradictoria de lo liberal a lo conservador, definió a Bolívar como un “arquitecto frustrado de gobiernos mixtos impostados en la forma republicana”.
Para críticos dentro de la vieja izquierda, como Ignacio Torres Giraldo, Bolívar se presentaba como alguien reaccionario (sobre todo en sus últimos años de gobierno como dictador), quien destruyo las pocas reformas anticoloniales que se habrían llevado a cabo. Vislumbrándolo de una manera muy diferente a como lo imaginaba la ideología bolivarista de la Coordinadora Guerrillera Simón Bolívar.
En cuanto a la escuela liberal, Roberto Botero Saldarriaga y Luis Eduardo Nieto Arteta creyeron que la represión política asociada al régimen dictatorial de Bolívar había sido "absolutamente regresivo" e indigno del Libertador, quien se había dejado influenciar por algunos clérigos y una casta militarista y "entregosé con furia a destruir" los logros obtenidos por Francisco de Paula Santander.
Otros críticos al bolivarianismo argumentan que la larga dictadura de once años de Simón Bolívar sobre la Gran Colombia no produjo cambios sustanciales o muy significativos a favor de los pueblos de esta república, ni tampoco heredó un gran progreso material o prosperidad a los países sucesores a esta unión que fundó Bolívar.
Por otro lado, al ser Bolívar un miembro de la alta burguesía criolla venezolana, se le ha considerado como un paladín de los intereses de esta clase social, entonces, nunca atacará directamente los intereses de los grandes terratenientes (que podrían ser contrarios al bienestar de la sociedad) y su oposición a la economía mercantilista de la metrópolis española no habría sido tanto por motivos morales de reforma social, sino por motivos utilitarios y maquiavélicos para conseguir la libertad de comercio con el imperio británico.  Además, a pesar de las primeras señales del problema de la concentración de la propiedad, Bolívar se retractó de la reforma agraria, por lo que las comunidades indígenas entraron en el círculo de la pobreza, obligándolas a vender sus tierras a los criollos ricos. Lo cual haría anacrónico el discurso chavista de un Bolívar preocupado por la justicia social.
Ejemplos de esta defensa incondicional a las elites económicas criollas en el plano económico se dan cuando permitió pagar en especie los intereses de censos eclesiásticos que labraban la tierra en las haciendas (recibiendo productos que no necesitaban y que la mayoría de veces no podían vender), satisfaciendo los intereses de los grandes terrateniente a expensas del clero. Por lo que el acercamiento del régimen con la iglesia católica no era incondicional y que más importaban los hacendados que los curas. También el hecho de que los decretos buscando la restauración de los "conventos menores" (que previamente Bolívar en el congreso de Cúcuta suprimió en 1821 en una política de Desamortizaciones para usar dichas propiedades para la educación estatal) no era aplicable para los edificios que se estaban utilizando como escuelas y hospitales, entre otras propiedades que ya estaban siendo explotadas por el estado o el empresariado de la Gran Colombia, además de no devolver las rentas que antes pertenecían legítimamente a los conventos que si llegaron a restaurarse, debido a que eso hubiera perjudicado a los terratenientes. Bolívar, contestándole a Daniel Florencio O'Leary por su desacuerdo a la restauración de los conventos, declaró que "resulta necesario oponer el fanatismo religioso al fanatismo de los demagogos", siendo muy despectivo con la comunidad católica a la que se quería acercar..
 

Esas tendencias anticlericales del régimen bolivariano también sería un argumento contra intentonas de algunos nacionalistas católicos, como Germán Borregales o Francisco Franco, de concebir el pensamiento de Bolívar como uno que se guío firmemente en la Doctrina social de la Iglesia, en base al decreto (muy tardío) por el cual el gobierno debía promover y proteger el catolicismo como la religión de los colombianos, puesto que la Sagrada Congregación de Negocios Eclesiásticos Extraordinarios del Vaticano, el 4 de agosto de 1829 (donde participaron los cardenales romanos y el Papa Pío VIII) había establecido: 
«En relación a la figura de Bolívar, se observó que no debía creerse todas sus seguridades y protestas a favor de la religión católica ya que las relaciones que existen sobre su religiosidad y apego a la santa sede son totalmente contrarios a las que él manifestó a los dichos arzobispos y obispos (...) que su conducta [de Bolívar] le había procurado la opinión de liberal y de ateo». 
Aquello habría sido una excomunión implícita a la figura de Bolívar y condenando su régimen (y en consecuencia, la ideología del mismo). Además de no responder la iglesia su solicitud de la Gran Colombia al derecho del patronato. Motivado Roma, tanto por el reconocimiento de Fernando VII de España como legítimo gobernante de América, como por su silencio constitucional de la Gran Colombia en torno a la religión del Estado. Por ello, el pro-clericalismo de la dictadura (en su etapa tardía de 1827-1830) habría sido mayormente una táctica política antes que una muestra de la súbita conversión de Bolívar al catolicismo tradicionalista más ortodoxo. También se debe agregar que, desde los inicios del imperio español, existieron 2 corrientes de pensamiento para explicar jurídicamente los orígenes del real patronato de Indias en el derecho natural. La primera escuela, los "regalistas", los cuales sostenían que el patrocinio real de las Indias era de origen laico, siendo así una parte inherente e integral de la soberanía temporal. La segunda escuela, los "canonistas" o "ultramontanistas", argumentaron que el patrocinio originalmente no era laico, sino espiritual, y se fundaba únicamente en las concesiones pontificias que Alejandro VI, Julio II y sus sucesores otorgaron a los monarcas españoles. En la controversia con las repúblicas de Hispanoamérica, el papado, con el fin de reafirmar su autoridad legítima sobre la iglesia en América, y en base a Doctrina de las dos espadas del Agustinismo político, consideró correcta la teoría ultramontana, es decir, que el patronato de Indias era originalmente una concesión, por lo tanto no inherente a la soberanía, y en consecuencia, no heredable por las repúblicas.  

Por ende, eran herejes los que defendiesen la postura regalista, y entre ellos se encontraría Bolívar por sus tendencias políticas autoritarias y heterodoxas frente al derecho escolástico tomista, incompatible con la ilustración católica de la que era partidario Bolívar (esta corriente conservadora y moderada de la ilustración fue vista por Roma como un vulgar intento de hacer sincretismo entre la concepción católica de la política con las filosofías francmasónicas y protestantes inglesas). A ojos de la iglesia, no muy diferente sería el Cesarismo de Bolívar al Absolutismo al que se opuso, por lo que el Papado prefería el retorno de la Monarquía tradicional a América. Por último, se debe recordar que el ejército bolivariano en múltiples ocasiones llegó a saquear iglesias (sobre todo durante la independencia del Perú) con la total indiferencia de Bolívar ante los reclamos de los presbíteros como José Sebastián de Goyeneche y Barreda, quien crítico las políticas bolivarianas como ajenas a la enseñanza de la iglesia por sus tendencias extremamente secularistas.También se le acuso de hipócrita al nacionalismo bolivariano, pues cuando Bolívar se opone a la esclavitud e insiste en los orígenes “mixtos” indios, europeos y africanos de la nación latinoamericana, llegó a decir, en una correspondencia a los británicos, que: 
"De todos los países, es tal vez Sudamérica el menos apropósito para los gobiernos republicanos, porque su población la forman indios y negros, más ignorantes que la raza vil de los españoles, de la que acabamos de emanciparnos".
Además, al respecto de un bolivarianismo con simpatías a la causa afroamericana, sería controvertido el desarrollo de tal tesis cuando su familia poseía unos 800 esclavos, a los que liberó en 1816 (pero aún poseía personalmente unos 2000 esclavos, a los cuales solo liberaría 6), además de no cumplir su promesa a Alexandre Pétion (presidente de Haití que lo ayudó en sus campañas militares) de liberar a todos los esclavos, de forma definitiva e incondicional, una vez expulsara a los españoles, pues la esclavitud fue abolida plenamente en Venezuela recién en 1856 (26 años después de su muerte) y la Libertad de vientres en 1814. Mientras el decreto de Carúpano del 2 de junio de 1816 proclamaba la “libertad absoluta a los esclavos”, era solo bajo la condición de unirse al ejército republicano, pues el artículo 1 establece que:
"Todo hombre robusto, desde la edad de 14 hasta los sesenta años se presentará… a alistarse en las banderas de Venezuela"
Y el artículo 3 establece también que:
"El nuevo ciudadano que rehusé a tomar las armas para cumplir con el sagrado deber de defender su libertad, quedara sujeto a servidumbre, no solo él sino también sus hijos menores de 14 años, su mujer y sus padres ancianos".
Además, 25 días después haría comentarios despotricando ante los esclavos por dudar de sus palabras, con palabras como:
"He proclamado la libertad absoluta de los esclavos; la tiranía de los españoles lo ha puesto en tal estado de estupidez e impreso en sus almas tan grandes de terror que han perdido hasta el deseo de ser libres! Muchos de ellos han seguido a los españoles".
El historiador alemán, Michael Zeuske, consideraría entonces al pensamiento bolivariano de haber sido en un corte "aristócrata rancio y esclavista". Muchos analistas de la trayectoria del libertador concluyen que Bolívar estaba a favor del abolicionismo, no tanto por cuestiones morales sobre justicia y libertad, sino que por el fin de facilitar la obtención de reclutas negros y liberales a su ejército según las circunstancias del momento, preocupado más por evitar una rebelión esclava como la Revolución haitiana (al involucrarlos en guerras intestinas que redujeran su población y amenaza) antes que lograr la completa abolición (pues era perjudicial a los intereses de los terratenientes). El mismo Bolívar diría que la libertad de los negros no era un derecho humano y natural, sino una condición a conquistar por parte de la comunidad negra (además de considerar injusto que los hombres libres mueran por los esclavos, al ser una causa que no era suya), como dice en una carta que envía a Santander en 18 de abril de 1820:
"¿Será justo que solamente mueran los hombres libres por emancipar a los esclavos? ¿No será útil que estos adquieran sus derechos en el campo de batalla, y que se disminuya su peligroso número por un medio poderoso y legítimo?".
Aunque se tenga la idea de Bolívar como libertador de los esclavos negros, la realidad sería que su "liberación" siempre fue a base de condicionamientos e intereses particulares. Mientras tanto, el discurso de un pensamiento bolivariano, con simpatías a la causa indigenista, es algo que se considera antitético con la verdadera opinión de Bolívar sobre los indios, influenciado por el "Mito del buen salvaje" del racismo científico ilustrado, y por el cual Bolívar creía que la la autonomía de los indígenas, que habían heredado del régimen colonial con la Republica de indios, debía terminar mediante su integración a la nación, bajo el discurso de la Igualdad ante la ley para camuflar fuertes prejuicios contra los indígenas en su proyecto nacional.
Ejemplos de esos prejuicios contra los indios se darían con el episodio de la Navidad Negra, en el cual el ejército bolivariano habría hecho un genocidio lleno de saqueos y barbarie contra los pastusos realistas, los cuales Bolívar consideraba que dicha población, por su acendrada defensa de la Monarquía Hispánica en América, expresaba el epítome de todos los defectos anti-liberales de los indígenas del campo y su "mentalidad servil". Posteriormente el mayor desquite de Bolívar hacia los indios se darían con su Dictadura en el Perú (Bolívar tenía una profunda aversión antiperuana por razones similares a su aversión a los pastusos, puesto que el Ejército Real del Perú había sido el baluarte contrarrevolucionario de todo el continente sudamericano), por el cual encarceló o fusiló a guerrilleros indígenas que lo habían ayudado en las campañas de la sierra. A los indígenas, a quienes dedicó sus peores insultos (con frases como: "Los quiteños y los peruanos son la misma cosa: viciosos hasta la infamia y bajos hasta el extremo. Los blancos tienen el carácter de los indios, y los indios son todos truchimanes, todos ladrones, todos embusteros, todos falsos, sin ningún principio moral que los guíe".), les reimpuso el tributo indígena (que había sido abolida en el virreinato con la constitución de Cádiz) y debilitó a sus comunidades campesinas con la abolición de los Cacicazgos en la joven República del Perú, rompiendo así de manera definitiva un sistema jerárquico de la Nobleza incaica que había estado presente, durante varios siglos en el Perú, para la protección de los intereses económicos del indio frente a un naciente Gamonalismo de parte de los criollos de la republica de españoles. Otra medida que lo hizo detestado por los indígenas fueron las tasaciones hechas en pleno caos bélico, sin control y muchas veces por funcionarios miembros de la aristocracia criolla o comprados por ella, que permitieron la división individual de sus tierras comunales y su compra por los hacendados (lo mismo haría en Bolivia, ganándole las críticas de indianistas contemporáneos en aquel país), además de restituir tributos, mitas y pongüeajes indígenas para ayudar a las finanzas peruanas. Así mismo, restableció la esclavitud a los negros y pardos (que había sido abolida por San Martín) en beneficio de las plantaciones de azúcar de los hacendados y terratenientes de la costa.
Al respecto de los discursos sobre la figura de Simón Bolívar donde se enfatiza la importancia de la independencia para concretar la soberanía nacional, donde su lucha contra la monarquía española fuese interpretada como un arquetipo de lucha contra cualquier influencia extranjera. Se criticaría esta interpretación del pensamiento de Bolívar, por verse socavada ante su documentada dependencia del poder británico, la principal potencia mundial en ese momento. Para el historiador James Dunkerley, “no existen fundamentos serios sobre los que fundamentar un pensamiento antiimperialista de Bolívar, salvo en lo que respecta a España” .